# Faraman
Faraman (en persan : فرامان romanisé en Farāmān) est un village de la province de Kermanshah en Iran. Lors du recensement de 2006, sa population était de 223 habitants répartis dans 46 familles.